# Війна у повітрі
«Війна у повітрі» (англ. The War in the Air) — фантастичний футурологічний роман англійського письменника Герберта Велза. Написаний в 1907 році та опублікований в 1908 році. Роман цікавий своїми пророкуваннями, зокрема пророкуванням світової війни, повітряних боїв і бомбардувань міст.

## Сюжет
Англійський підліток Берт Смоллвейз, син консервативного фермера, влаштовується працювати в пункт прокату велосипедів. Автомобілі та велосипеди стають дедалі популярнішими, тож згодом хлопець стає співвласником пункту. Тим часом ширяться чутки про наближення світової війни, винахідник Альфред Баттерідж продає обом потенційним супротивникам свої креслення бойових дирижаблів. Бізнес Берту не вдається і його компаньйони вирішують заробляти як співаки на курортах. Коли Берт зі своїм братом Томом приїжджають на один з пляжів, до берега спускається аеростат. У гондолі виявляється Баттерідж, який просить аби хто-небудь допоміг його супутниці, котра знепритомніла через висоту. Берт викликається допомогти, але через відсутність баласту куля стрімко злітає, коли Баттерідж з супутницею покидають гондолу. Берт лишається всередині, не знаючи як керувати польотом. На борту він знаходить креслення Баттеріджа, а також його одяг і припаси. До вечора наступного дня повітряна куля втрачає висоту. Коли вона пролітає над базою німецьких сил, німці підстрелюють аеростат.
Коли Берт приземляється у Франконії, його сприймають за Баттеріджа через те, що він був в одязі винахідника. Берт вирішує не розкривати, хто він насправді, а отримати від цього зиск. Його запрошують на дирижабль «Фатерланд» — флагман німецького повітряного флоту, який летить атакувати США. Берт, знайшовши у виданій йому каюті папір і креслярські приладдя, виконує креслення дирижабля і ховає їх під одягом. Незабаром з'ясовується, що він не Баттерідж, його віддають під суд і погрожують викинути за борт. Але оскільки завдяки Берту німці отримали креслення винахідника, що були на аеростаті, йому дозволяють лишитися на борту до часу прибуття дирижабля в США.
На шляху в США «Фатерланд» в супроводі менших аеростатів розбомблює флот американських броненосців. Прилетівши в Нью-Йорк, де війну досі не сприймають всерйоз, німецькі повітряні судна вимагають місто здатися. Після демонстративних бомбардувань німці змушують міську владу визнати поразку, але населення (яке переважно озброєне) бунтує, не даючи висадити десант. Інші дирижаблі-бомбардувальники знищують райони міста, проте повстанці не дають їм ніде приземлитися. Німці облаштовують табір набагато далі — біля Ніагари. З новин Берт дізнається, що Японія почала вторгнення на заході США й окупувала Сан-Франциско; Лондон, Гамбург і Париж зруйновано. Також величезний повітряний флот виявляється у Китаю, що наступає на Європу зі сходу. В британських колоніях повстають мусульмани. Всі воюючі держави користуються дирижаблями для бомбардувань і перекидання військ, позаяк їх швидше і дешевше будувати, ніж морські кораблі. Японія і Китай до того ж налагоджують виробництво невеликих одномісних літаків для знищення ворожих дирижаблів.
Берт опиняється на базі німців біля Ніагари, де спалахує бій між німцями та японцями. Під час бою, в якому японці перемагають, Берту вдається втекти і якийсь час він виживає завдяки мародерству в спустошеному місті. Згодом Берт зустрічає німецького принца та ще кількох німців, які переховуються на острові. Вони розуміють, що європейці та американці повинні об'єднатися проти спільного ворога — азійців. Німці знаходять цілий літальний апарат і покидають острів. Берт за кілька днів ремонтує пошкоджений японський літак, на якому перетинає частину Америки.
Літак розбивається при посадці в місцевості, не постраждалій від війни. Берт зустрічає групу місцевих жителів, в яких бере велосипед. Він їде на пошуки президента і врешті знаходить його та передає креслення Баттеріджа. Це виявляються креслення маленького маневреного літака, при цьому дешевого та ефективного проти дирижаблів. Потім Берт прямує до океану, сподіваючись знайти корабель, що доставить його додому. Дорогою він бачить, що партизани вибили окупантів з Америки. До того часу внаслідок масованих бомбардувань скрізь по світу занепадає виробництво та економіка. Проте машина Баттеріджа виявляється такою простою, що її виготовлять повсюдно, знищуючи дирижаблі. Повстання цивільного населення підривають воюючі держави зсередини. Згодом вичерпуються боєприпаси і світ розпадається на відокремлені громади, потерпаючи від епідемії нової хвороби — «пурпурової смерті».
Берту вдається сісти на корабель, який переслідує азійський броненосець. Зрештою він досягає Англії, але дізнається, що там почалася епідемія «пурпурової смерті». Він досягає рідного села, де вбиває бандита Білла, який узурпував там владу і домагався його дівчини Едни. Берт одружується з нею, і вони приєднуються до общини, котра виживає на руїнах цивілізації, ведучи сільське господарство. Една народжує 11 дітей, з яких виживають 7. Життя подружжя виявляється, як за тодішніми мірками, заможним.
В епілозі роману через 25 років Том, розмовляючи з одним із маленьких синів Берта — Тедді, розповідає про довоєнні часи. На питання чому дорослі не закінчили війну, Том відповідає, що її не варто було починати.